# FC Porto Real
Futebol Clube Porto Real ist ein Fußballverein aus Porto Real auf der Insel Príncipe im afrikanischen Inselstaat São Tomé und Príncipe. Wie alle Klubs der Insel trägt Porto Real seine Heimspiele im Estádio 13 de Julho aus, das sich in der Inselhauptstadt befindet.

## Geschichte
Der Verein war der erste Klub der Insel, der im Jahr 1985 einen Inseltitel erringen konnte. 1990 gehörte Porto Real zu den drei Vereinen, die je einen Titel gewonnen hatten. 1993 stand der Klub auf Rang zwei in der regionalen Bestenliste. 1999 folgte der zweite Meistertitel.
In den Folgejahren wurde der Klub von Vereinen wie Sundy FC und SC Príncipe überholt. 2013 und 2014 gewann Porto Real zwei aufeinanderfolgende Inselmeistertitel und gehörte wieder zu den drei erfolgreichsten Vereinen der Insel. Ab 2016 teilte man sich diesen Platz für eine Saison mit einem vierten Verein. Ab September 2017 belegte Porto Real hinter Sport Operário e Benfica den zweiten Platz mit insgesamt vier regionalen Titeln. 2018 schafften sie es erneut in ein Finale, scheiterten aber denkbar knapp mit 2:2 und 1:2 gegen UDRA. In den nächsten Saisons 2019, 2021/22 und 2023 wurde Porto Real nur Zweiter hinter Sport Operário e Benfica. 2024 qualifizierten sie sich sehr deutlich mit nur einer Niederlage und sagenhaften 71 Toren in 20 Spielen für das nationale Finale. Im Finale scheiterten sie dennoch an Agro-Sport Monte Café mit 0:1 und 1:2.
2012 war der Klub für die Saison suspendiert. In den nationalen Meisterschafts-Finalrunden unterlag Porto Real sowohl 2013 als auch 2014 – 0:2 und 0:3 gegen SC Praia Cruz sowie gegen UDRA. In der Saison 2016 erzielte Porto Real mit einem 8:1 gegen 1º de Maio das höchste Spielresultat der Saison und wurde Vizemeister.
2015 gewann Porto Real erstmals den regionalen Pokal (Taça Regional de Príncipe) und qualifizierte sich für das nationale Pokalfinale, das man jedoch mit 2:6 gegen SC Praia Cruz verlor. 2017 folgte der zweite regionale Pokalsieg nach einem 3:2-Finalsieg gegen UDAPB. Damit ist Porto Real mit zwei regionalen Pokaltiteln Vierter in der ewigen Bestenliste.
Da UDRA sowohl den nationalen Pokal als auch die Meisterschaft 2017 gewann, qualifizierte sich Porto Real als Pokalfinalist für den Nationalen Supercup. Am 7. April 2018 besiegte Porto Real UDRA im Elfmeterschießen mit 4:3 nach einem 1:1 nach Verlängerung und wurde damit der erste Verein von Príncipe mit einem nationalen Supercuptitel.

## Erfolge

### National
- Nationaler Pokal (Taça Nacional): 3

2018, 2019, 2023
- Supercup von São Tomé und Príncipe: 2

2017, 2019